# Weichensdorf
Weichensdorf (niedersorbisch Wichmanojce) ist ein Ortsteil der Stadt Friedland im Landkreis Oder-Spree (Brandenburg). Das mittelalterliche Dorf war wohl in der zweiten Hälfte des 15. Jahrhunderts wüst gefallen. Es entstand erst wieder zu Ende des 17. Jahrhunderts als Vorwerk des Ordensamtes Friedland. Bis zur Eingemeindung nach Friedland zu Ende des Jahres 2001 war Weichensdorf eine eigenständige Gemeinde.

## Geographie
Weichensdorf liegt knapp 7 Kilometer ostsüdöstlich von Friedland und ca. 12 Kilometer südöstlich von Beeskow. Die Gemarkung grenzt im Norden an den Ortsteil Groß Briesen, im Osten über eine sehr kurze Erstreckung an Chossewitz und an Groß Muckrow (die genannten Orte sind Ortsteile der Stadt Friedland), im Süden an Ullersdorf (Ortsteil der Gemeinde Jamlitz) und Trebitz, und im Westen an Günthersdorf (Ortsteil der Stadt Friedland). Der Ortskern liegt etwa auf 78 m ü. NHN. Im nordöstlichen Zipfel der Gemarkung steigt das Gelände auf 98 m ü. NHN an. Der tiefste Punkt der Gemarkung liegt nordwestlich des stillgelegten Bahnhofs bei etwa 72 m ü. NHN. Der Ort ist über die L43 von Friedland zu erreichen; nördlich des Ortskerns zweigt die L435 ab, die weiter nach den Friedländer Ortsteilen Groß Briesen und Oelsen führt. Eine kleinere Straße verbindet Weichensdorf auch mit Ullersdorf. Die Gemarkung hat keine Wasserläufe. Westlich des Ortskerns liegt ein sehr kleiner Teich. Zum Ortsteil Weichensdorf gehört der Wohnplatz Planheide.

## Geschichte

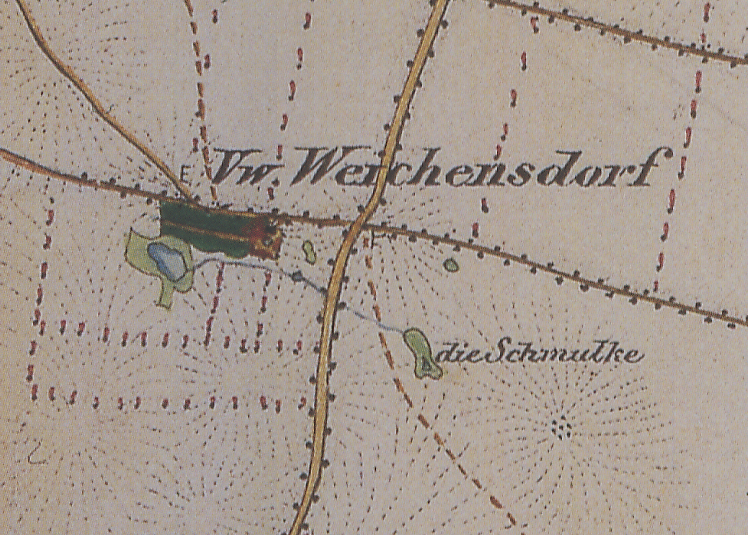
Vorwerk Weichensdorf auf dem Urmesstischblatt 3952 Groß Muckrow von 1844

Der Ort wurde 1354 erstmals als Wycansdorf erwähnt. Es ist auch die letztmalige Nennung bis 1709. Das Dorf ist wohl noch im 15. Jahrhundert wüst gefallen. Der heutige Ort wurde vermutlich in der zweiten Hälfte des 17. Jahrhunderts als Vorwerk neu gegründet. 1753 heißt der Ort dann Weichmannsdorff, im Schmettauschen Kartenwerk von 1767/87 ist er Weichendorf genannt. Der Name ist als Dorf eines Wigand zu interpretieren.

### Besitzgeschichte
Zumindest nach der späteren Zugehörigkeit und auch seiner Lage inmitten des Herrschaftsgebietes, gehörte schon das mittelalterliche Dorf zur Herrschaft Friedland. In den Urkunden des 15. Jahrhunderts, die diese Herrschaft betreffen, wird es aber nicht genannt; auch das ein Hinweis, dass es bald nach seiner Erstnennung wüst fiel. Die Herrschaft Friedland war 1533 von den Brüdern Georg, Hans und Andreas von Köckritz an den Johanniterorden verkauft worden. Es wurde dann in ein Ordensamt umgewandelt, das von Amtsleuten verwaltet wurde. 1811 wurde die Ballei Brandenburg des Johanniterordens aufgehoben. Daraufhin zog der sächsische König das Ordensamt Friedland ein und wandelte es in ein sächsisches Domänenamt um. Nach dem Übergang der Niederlausitz an Preußen 1815 wurde es als Rentamt Friedland weiter geführt.

### Vorwerks- und Dorfgeschichte
Das Vorwerk Weichensdorf wurde bereits im Amtshausbuch von 1665 erwähnt. Die Aussaat betrug acht Wispel Roggen, zwei Wispel Gerste, zwei Wispel Hafer, drei Scheffel Erbsen, zwei Scheffel Heiden (Heidekorn = Buchweizen), ein Scheffel Lein und ein Scheffel Hanf. Auf dem Gut standen 12 Zugochsen, acht Kühe und zwölf Stück Jungvieh, außerdem 15 Schweine, acht Gänse und 60 Hühner. Es gab keinen Brunnen beim Vorwerk, man hatte vergeblich nach Wasser gegraben. Das Wasser musste von den Untertanen von Klein-Briesen heran gefahren werden. Außerdem gehörten einige Wiesen ganz oder teilweise zum Vorwerk, so die Jankewiese an der Schlaube, die vier Fuder Heu ergab und die Wiese am großen Treppel, die sechs Fuder Heu ergab. Das Heu der Ziltendorfer Wiesen von 50 bis 60 Fuder kam auf die Vorwerke Weichensdorf und Mixdorf. Das Heuen war die Dienstpflicht der Untertanen in Klein-Briesen, Chossewitz, Oelsen, Lindow, Grunow, Dammendorf und Mixdorf. Angeschlossen an das Vorwerk Weichensdorf war eine Schäferei, in der 500 Schafe gehalten wurden. Das Waschen und Scheren der Schafe war die Aufgabe der Untertanen in Klein-Briesen, Chossewitz, Groß Muckrow und Klein Muckrow.
1709 war es in Erbpacht ausgetan. Nach Hänseler hatten im 18. Jahrhundert die von Metzrath das Lehnschulzengut inne sowie das Vorwerk in Reudnitz und das Vorwerk Weichensdorf. 1763–1770 war das Vorwerk im Besitz eines von Diebitsch. Er hatte auch das Vorwerk in Reudnitz in Erbpacht. Auf ihn folgte 1776 ein Erbpächter namens Johann Kroll. 1818 wohnten im Erbpachtvorwerk Weichensdorf in einem Wohngebäude 19 Personen. 1840 waren es dagegen nur noch 13 Personen. 1837 wurde von Ledebur ein Amtsrat Hubert in Reudnitz genannt. Da Weichensdorf damals zu Reudnitz gehörte, ist Amtsrat Hubert auch als Erbpächter von Weichensdorf anzunehmen. 1846 kaufte der Amtmann Lehmann die beiden Erbpachtsvorwerke Reudnitz und Weichensdorf für 27.500 Taler und das Lehnschulzengut in Reudnitz für 2.500 Taler. Berghaus gibt die Größe des Vorwerks für 1853 mit 2030 Morgen an. Ab 1855 wird dann ein Amtmann Binder auf Weichensdorf genannt. 1868 war Carl August Binder Gutsbesitzer, ebenso 1879. Allerdings war das Gut nicht kreistagsfähig Carl Binder betrieb 1879 auch eine Stärkefabrik in Weichensdorf. 1864 bestand Weichensdorf aus vier Wohngebäuden, in denen 67 Menschen lebten. Bis 1893 hatte ein Rittmeister a. D. von Borroczyn das Rittergut Weichensdorf erworben. 1907 war es in den Besitz des Richard Lange gelangt, der bis 1921 auf Weichensdorf nachgewiesen ist. 1929 war das Gut im Besitz des Preußischen Staates. 1925 wohnten schon 158 Menschen in Weichensdorf.

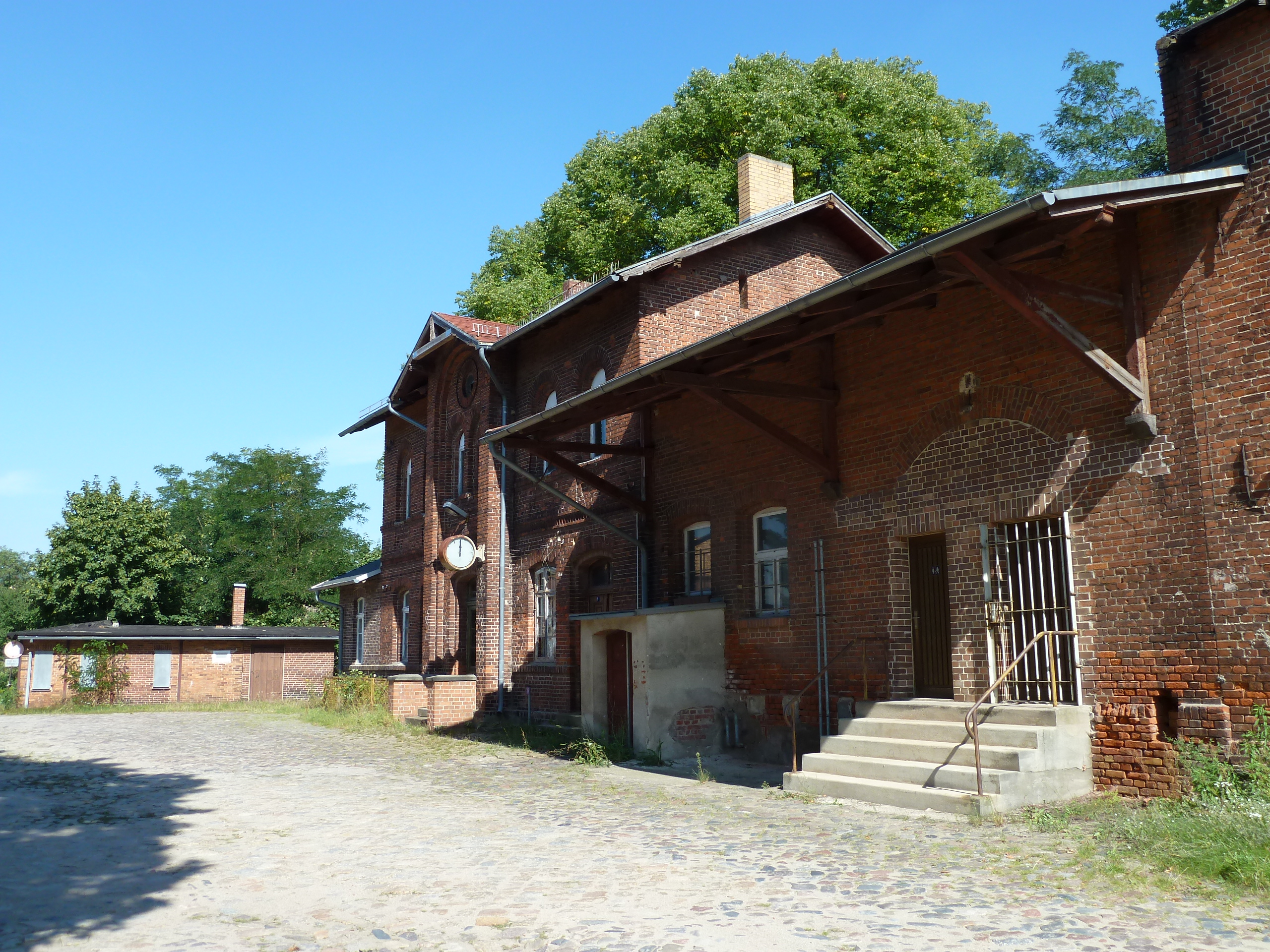
Bahnhof Weichensdorf

1876 wurde die Bahnstrecke Cottbus–Frankfurt (Oder) fertig gestellt. Weichensdorf erhielt einen Bahnhof. Der reguläre Verkehr auf der Strecke wurde 1996 eingestellt. 2007 bis 2012 wurden die Gleise auf der Strecke zwischen Jamlitz und Grunow abmontiert.

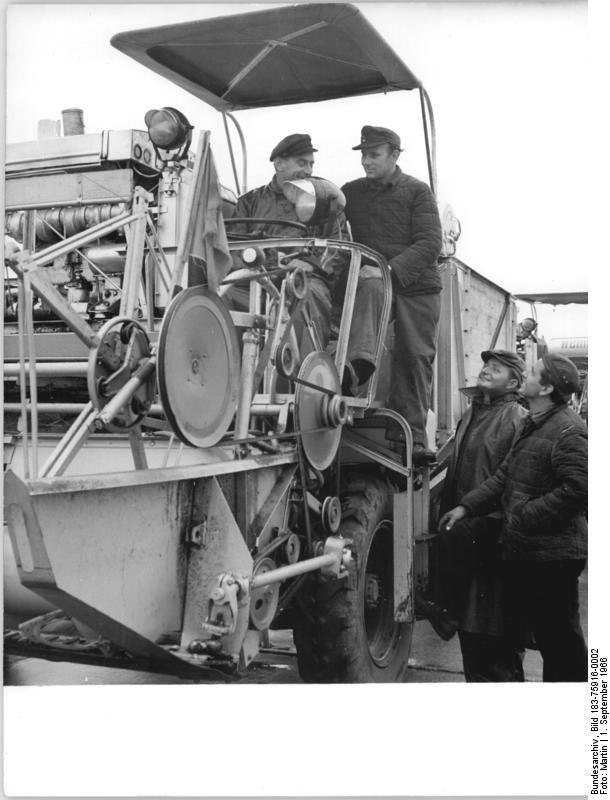
Mähdrescherbesatzung der MTS Weichensdorf

Beim Bahnhof siedelte sich eine Dampfschneidemühle an, die 1909 30 Arbeiter beschäftigte. Zu DDR-Zeiten gehörte das Sägewerk Weichensdorf zum VEB Brandenburg. Nach dem Zweiten Weltkrieg wurde in Weichensdorf die MTS Weichensdorf aufgebaut.
Auf dem Kasernengelände südöstlich von Weichensdorf wurde schon zur Zeit der DDR unbrauchbare Munition entsorgt. Bis 2008 wurde Altmunition durch die Rheinmetall Entsorgungsgesellschaft Weichensdorf GmbH entsorgt. Anschließend wurde das Gelände verkauft und darauf ein Solarpark errichtet. 2014 ging auf dem ehemaligen Kasernengelände ein Windpark mit 18 Windrädern in Betrieb.
Bevölkerungsentwicklung seit 1818 (*)
| Jahr | Einwohner |
| ---- | --------- |
| 1818 | 19*       |
| 1840 | 13*       |
| 1864 | 67*       |
| 1875 | 65        |
| 1890 | 100       |
| 1900 | 155*      |
| 1910 | 100       |
| 1925 | 158       |
| 1933 | 165       |
| 1939 | 126       |

| Jahr | Einwohner |
| ---- | --------- |
| 1946 | 298       |
| 1950 | 266       |
| 1964 | 389       |
| 1971 | 414       |
| 1981 | 326       |
| 1985 | 321       |
| 1989 | 310       |
| 1990 | 300       |
| 1991 | 294       |
| 1992 | 277       |

| Jahr | Einwohner |
| ---- | --------- |
| 1993 | 272       |
| 1994 | 271       |
| 1995 | 274       |
| 1996 | 260       |
| 1997 | 240       |
| 1998 | 241       |
| 1999 | 241       |
| 2000 | 242       |

### Kommunale und politische Geschichte
Der Ort liegt in der Niederlausitz und wurde in sächsischer Zeit zum Krumspreeischen Kreis gerechnet. Nach dem Übergang an Preußen 1815 wurde der Kreis umbenannt in Kreis Lübben; der Kreis behielt aber im Wesentlichen seine Grenzen. Bei einer ersten Kreisreform 1950 in der damaligen DDR wurde der Kreis Lübben stark vergrößert. In der umfassenden Kreisreform nur zwei Jahre später 1952 wurde der Kreis Lübben wieder stark verkleinert. Die nördlichen Teile des ursprünglichen Kreises Lübben wurden nun dem neugeschaffenen Kreis Beeskow zugeteilt, darunter auch Weichensdorf. Nach der Wende wurde der Kreis Beeskow noch in Landkreis Beeskow umbenannt. In der Kreisreform vom 5./6. Dezember 1993 im Land Brandenburg wurde der Kreis Beeskow zusammen mit dem Kreis Fürstenwalde, dem Kreis Eisenhüttenstadt-Land und dem Stadtkreis Eisenhüttenstadt zum Landkreis Oder-Spree vereinigt.
Der ursprüngliche Gutsbezirk wurde erst 1929 zur Landgemeinde umgewandelt. Im Zuge der Verwaltungsreformen 1992 im Land Brandenburg schloss sich Weichensdorf mit 15 anderen Gemeinden zum Amt Friedland (Niederlausitz) zusammen. Zum 31. Dezember 2001 wurde Weichensdorf in die Stadt Friedland eingemeindet und ist seitdem ein Ortsteil von Friedland. Das Amt Friedland (Niederlausitz) wurde zum 26. Oktober 2003 aufgelöst. Im Ortsteil Weichensdorf wird ein Ortsbeirat bestehend aus drei Mitgliedern gewählt, die aus dem Ortsbeirat den Ortsvorsteher wählen. 2015 war Lothar Janke Ortsvorsteher von Weichensdorf.

### Kirchliche Geschichte
Weichensdorf war nach Friedland eingekircht. Die evangelischen Bewohner gehören heute zur Evangelischen Kirchengemeinde Friedland-Niewisch im Evangelischen Kirchenkreis Oder-Spree.

## Kommunale Einrichtung
Ein Schwerpunkt des Gemeindelebens ist das Gemeindehaus in Weichensdorf. In ihm ist das Haus der Generationen untergebracht. Aber auch die Naturwacht im Schlaubetal hat nun einen ihrer Stützpunkte im Gemeindehaus in Weichensdorf.

## Denkmale und Sehenswürdigkeiten
Die Denkmalliste des Landes Brandenburg für den Landkreis Oder-Spree listet nur ein Bodendenkmal:
- Nr. 90844 Flur 1: der Dorfkern des deutschen Mittelalter, der Dorfkern der Neuzeit

Als ortsgeschichtlich bedeutendes Gebäude, obwohl kein Baudenkmal ist das Gutshaus mit Park, Begräbnisstätte der Familie Lange und kleiner Kapelle im Hof zu erwähnen.

## Belege